# San Pedro (Buenos Aires)

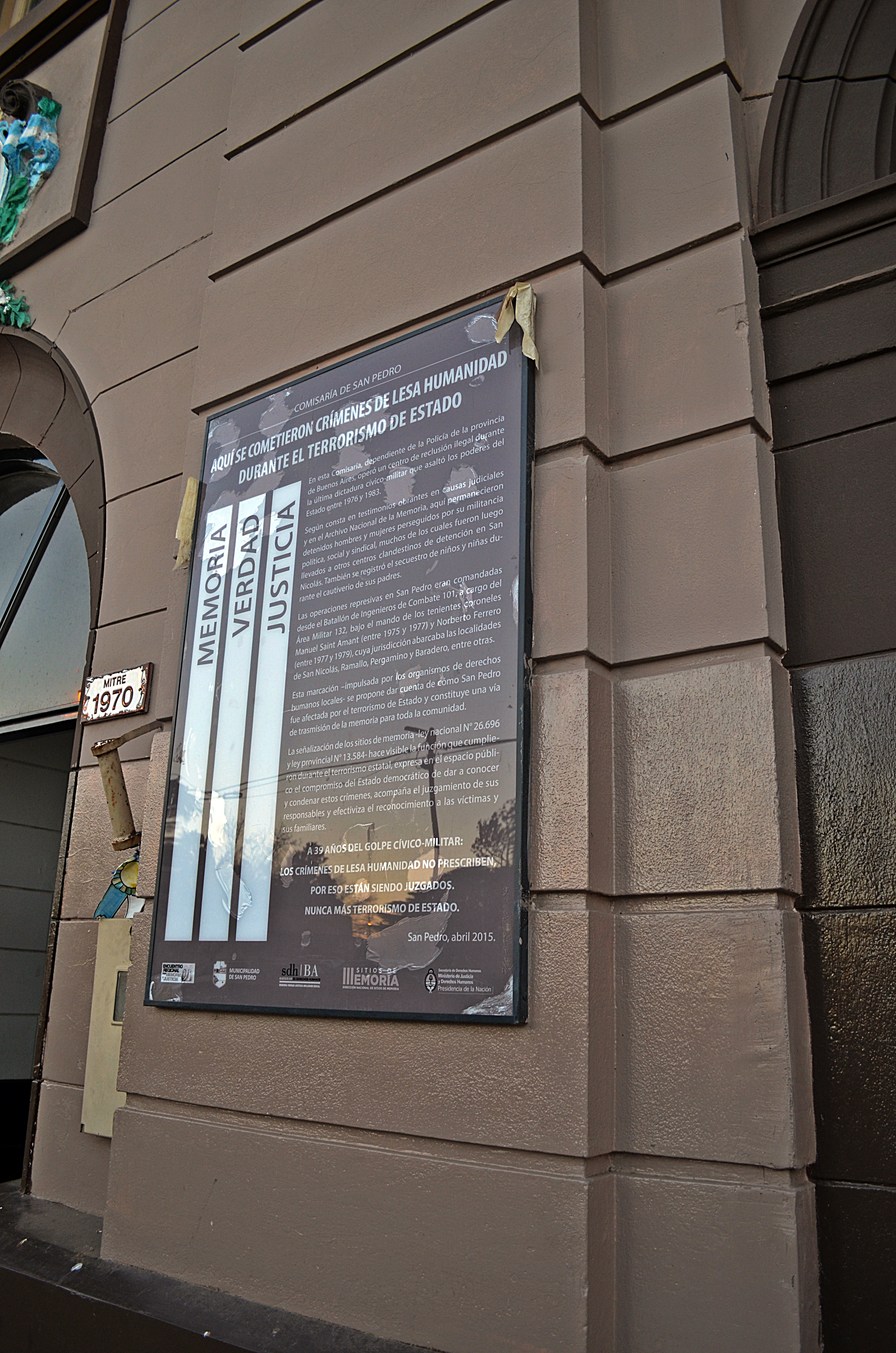
Comisaría de San Pedro señalizada (Bartolomé Mitre 1970).

San Pedro, originalmente fundada como Rincón de San Pedro Dávila de los Arrecifes, es una ciudad argentina y puerto del interior de la Provincia de Buenos Aires, en la margen derecha del río Paraná junto a la desembocadura del río Arrecifes sobre el anterior río. Es la cabecera del partido homónimo. Se encuentra a 164 km de ciudad autónoma de Buenos Aires y a 141 km de Rosario, ambas por la Autopista Buenos Aires - Rosario.

## Historia
La fundación de San Pedro se remonta a 1748. Sin embargo, ya en 1637, un documento firmado por Pedro Esteban Dávila, (Caballero de la Orden de Santiago, gobernador y capitán general), marca el origen del nombre de Rincón de San Pedro en el pago del río Arrecifes. A estas tierras se las denominaron Rincón de San Pedro Dávila de los Arrecifes.
El pueblo comenzó a tomar forma cuando en 1750 se inicia la construcción del Antiguo Convento Recoleto de Franciscanos (por decisión del presbítero Antonio Goicochea), alrededor del cual se comienzan a agrupar los pobladores.
En Buenos Aires, Juan Facundo Quiroga se dedicó a la administración de la estancia que compró en San Pedro. En esa zona viven sus descendientes, varios heredaron su nombre completo de Facundo Quiroga. Durante su estadía fue el único que se atrevió a visitar al expresidente Bernardino Rivadavia en el buque en que llegaba de vuelta, al que no se permitió desembarcar y se envió de regreso al exilio.
La declaración de San Pedro como ciudad data del 25 de julio de 1907.
Con el nombramiento de San Pedro ciudad quedó sellado con el nuevo escudo institucional, pintado por Jovita de Oliveira Cesar en 1907, el original se puede apreciar en el Museo Histórico Regional Fray José María Bottaro en la calle 9 de Julio 134, pegado al Palacio Municipal, sede del gobierno local.
Un escudo que representó las tres actividades más importantes de esos años: la ganadería, agricultura y el puerto, tres rubros que posicionaron a la ciudad como eje de la provincia en lo productivo.
"El túnel verde", en la localidad de Ingeniero Moneta, es una formación que quedó del trabajo del pionero irlandés, Edward Muhall, quien trajo al país en 1862 desde Mánchester, Inglaterra, las primeras semillas de algodón.
Eduardo Depietri desarrolló en la década de 1930 un ferrocarril de trocha angosta con destino al puerto local para el embarque de granos, en competencia directa con los grandes ferrocarriles de concesión británica que se concentraban en Buenos Aires y lograron imponerse. 
Una particular historia se vivió en la estación Santa Lucía, la que sigue a ingeniero Moneta, donde la enfermera y feminista Cecilia Grierson, que nació en el lugar, se las ingeniaba para votar antes de que se sancionara la ley de voto femenino, lo que la presenta como la primera sufragista argentina que pudo cumplir con su vocación cívica por una interpretación de la ley.
Durante la última dictadura militar, la comisaría de San Pedro fue un centro clandestino de detención en el que se efectuaron torturas.

### Alcaldes (1785-1822)
| Miguel Ruiz Moreno              | 1785                                      |
| Tomás Martínez                  | 1786                                      |
| José Suarez                     | Entre 1787 y 1792                         |
| Dámaso Martínez Santa Cruz      | 1788                                      |
| Elceario Villamayor             | 1789                                      |
| Juan Ortega                     | 1790                                      |
| José María Navarro              | 1791                                      |
| Raymundo Martínez               | 1793                                      |
| Ignacio Martínez                | 1794                                      |
| Simón Bolero                    | 1795                                      |
| Juan Chacon                     | Entre 1796, 1081 y 1809                   |
| Victorio Martínez de Santa Cruz | Entre 1797 y 1798                         |
| José Arnaldo                    | 1799                                      |
| José Martínez                   | 1800                                      |
| Ignacio Matínez                 | 1802                                      |
| Domingo Matienzo                | 1802                                      |
| Eulogio del Pardo               | Entre 1803, 1804, 1810, 1815, 1817 y 1818 |
| Juan Camellino                  | 1805                                      |
| Francisco A. Vizcaya            | 1806                                      |
| Baltazar Zenzano                | 1807                                      |
| Juan Ortega                     | 1808                                      |
| Manuel Pacífico Ruiz Moreno     | 1811                                      |
| Pedro Celestino Casco           | Entre 1812 y 1813                         |
| Justo Villagra                  | 1814                                      |
| Francisco Olivero               | 1816                                      |
| Juan José Alsina                | 1818                                      |
| Juan de Dios Padron             | 1819                                      |
| Pedro C. Casco                  | 1819                                      |
| Rosendo Villamayor              | 1820                                      |
| Manuel Ramirez                  | 1821                                      |
| Francisco María Rodríguez       | 1822                                      |

## Clima
| Parámetros climáticos promedio de San Pedro, Buenos Aires (1965–2010) | Parámetros climáticos promedio de San Pedro, Buenos Aires (1965–2010) | Parámetros climáticos promedio de San Pedro, Buenos Aires (1965–2010) | Parámetros climáticos promedio de San Pedro, Buenos Aires (1965–2010) | Parámetros climáticos promedio de San Pedro, Buenos Aires (1965–2010) | Parámetros climáticos promedio de San Pedro, Buenos Aires (1965–2010) | Parámetros climáticos promedio de San Pedro, Buenos Aires (1965–2010) | Parámetros climáticos promedio de San Pedro, Buenos Aires (1965–2010) | Parámetros climáticos promedio de San Pedro, Buenos Aires (1965–2010) | Parámetros climáticos promedio de San Pedro, Buenos Aires (1965–2010) | Parámetros climáticos promedio de San Pedro, Buenos Aires (1965–2010) | Parámetros climáticos promedio de San Pedro, Buenos Aires (1965–2010) | Parámetros climáticos promedio de San Pedro, Buenos Aires (1965–2010) | Parámetros climáticos promedio de San Pedro, Buenos Aires (1965–2010) |
| Mes                                                                   | Ene.                                                                  | Feb.                                                                  | Mar.                                                                  | Abr.                                                                  | May.                                                                  | Jun.                                                                  | Jul.                                                                  | Ago.                                                                  | Sep.                                                                  | Oct.                                                                  | Nov.                                                                  | Dic.                                                                  | Anual                                                                 |
| --------------------------------------------------------------------- | --------------------------------------------------------------------- | --------------------------------------------------------------------- | --------------------------------------------------------------------- | --------------------------------------------------------------------- | --------------------------------------------------------------------- | --------------------------------------------------------------------- | --------------------------------------------------------------------- | --------------------------------------------------------------------- | --------------------------------------------------------------------- | --------------------------------------------------------------------- | --------------------------------------------------------------------- | --------------------------------------------------------------------- | --------------------------------------------------------------------- |
| Temp. máx. abs. (°C)                                                  | 39.5                                                                  | 39.3                                                                  | 36.7                                                                  | 33.8                                                                  | 31.4                                                                  | 27.7                                                                  | 31.0                                                                  | 34.0                                                                  | 34.8                                                                  | 35.2                                                                  | 38.7                                                                  | 40.7                                                                  | 40.7                                                                  |
| Temp. máx. media (°C)                                                 | 30.2                                                                  | 28.8                                                                  | 26.7                                                                  | 22.8                                                                  | 19.4                                                                  | 15.8                                                                  | 15.5                                                                  | 17.6                                                                  | 19.9                                                                  | 22.9                                                                  | 25.9                                                                  | 28.8                                                                  | 22.9                                                                  |
| Temp. media (°C)                                                      | 23.9                                                                  | 22.7                                                                  | 20.8                                                                  | 17.1                                                                  | 13.7                                                                  | 10.8                                                                  | 10.3                                                                  | 11.7                                                                  | 13.9                                                                  | 17.1                                                                  | 20.0                                                                  | 22.7                                                                  | 17.1                                                                  |
| Temp. mín. media (°C)                                                 | 17.5                                                                  | 16.8                                                                  | 15.1                                                                  | 11.6                                                                  | 8.5                                                                   | 6.0                                                                   | 5.4                                                                   | 6.0                                                                   | 7.9                                                                   | 11.0                                                                  | 13.7                                                                  | 16.2                                                                  | 11.3                                                                  |
| Temp. mín. abs. (°C)                                                  | 6.7                                                                   | 6.4                                                                   | 2.6                                                                   | 0.4                                                                   | -4.3                                                                  | -6.9                                                                  | -4.6                                                                  | -4.8                                                                  | -3.2                                                                  | -0.8                                                                  | 1.6                                                                   | 4.9                                                                   | -6.9                                                                  |
| Precipitación total (mm)                                              | 115.6                                                                 | 119.2                                                                 | 134.2                                                                 | 93.7                                                                  | 61.9                                                                  | 46.5                                                                  | 45.5                                                                  | 39.6                                                                  | 61.7                                                                  | 118.1                                                                 | 110.1                                                                 | 109.6                                                                 | 1055.6                                                                |
| Horas de sol                                                          | 282.1                                                                 | 240.1                                                                 | 232.5                                                                 | 192.0                                                                 | 170.5                                                                 | 144.0                                                                 | 158.1                                                                 | 182.9                                                                 | 198.0                                                                 | 226.3                                                                 | 264.0                                                                 | 275.9                                                                 | 2566.4                                                                |
| Humedad relativa (%)                                                  | 69                                                                    | 74                                                                    | 77                                                                    | 79                                                                    | 81                                                                    | 83                                                                    | 81                                                                    | 76                                                                    | 73                                                                    | 73                                                                    | 70                                                                    | 67                                                                    | 75                                                                    |
| Fuente: Instituto Nacional de Tecnología Agropecuaria                 |                                                                       |                                                                       |                                                                       |                                                                       |                                                                       |                                                                       |                                                                       |                                                                       |                                                                       |                                                                       |                                                                       |                                                                       |                                                                       |

## Economía
Entre las actividades se destaca el turismo, obteniendo un alto nivel de desarrollo de sectores de servicios terciarios, sobre todo comerciales, ya que es frecuentada por los residentes de Buenos Aires y Rosario por la belleza de sus paisajes, sus atractivos culturales y para practicar actividades náuticas. Está ubicada en el corredor industrial Buenos Aires - Rosario, y cuenta con una estación de ferrocarril y un puerto de ultramar, situaciones las cuales favorecen la radicación de industrias en la ciudad. Además otro factor clave es la Fruticultura, en la cual se destacan de la producción de estas tierras, sus duraznos y naranjas de renombre nacional e internacional como así también la agricultura, ganadería y la horticultura son parte esencial de la economía de esta pujante ciudad.
Industria:
- Papel Prensa, la principal papelera para periódicos del país.
- Arcor, productos alimenticios.
- El Puerto de San Pedro es un importante centro de exportación de granos.
- Miniturismo.

## Población

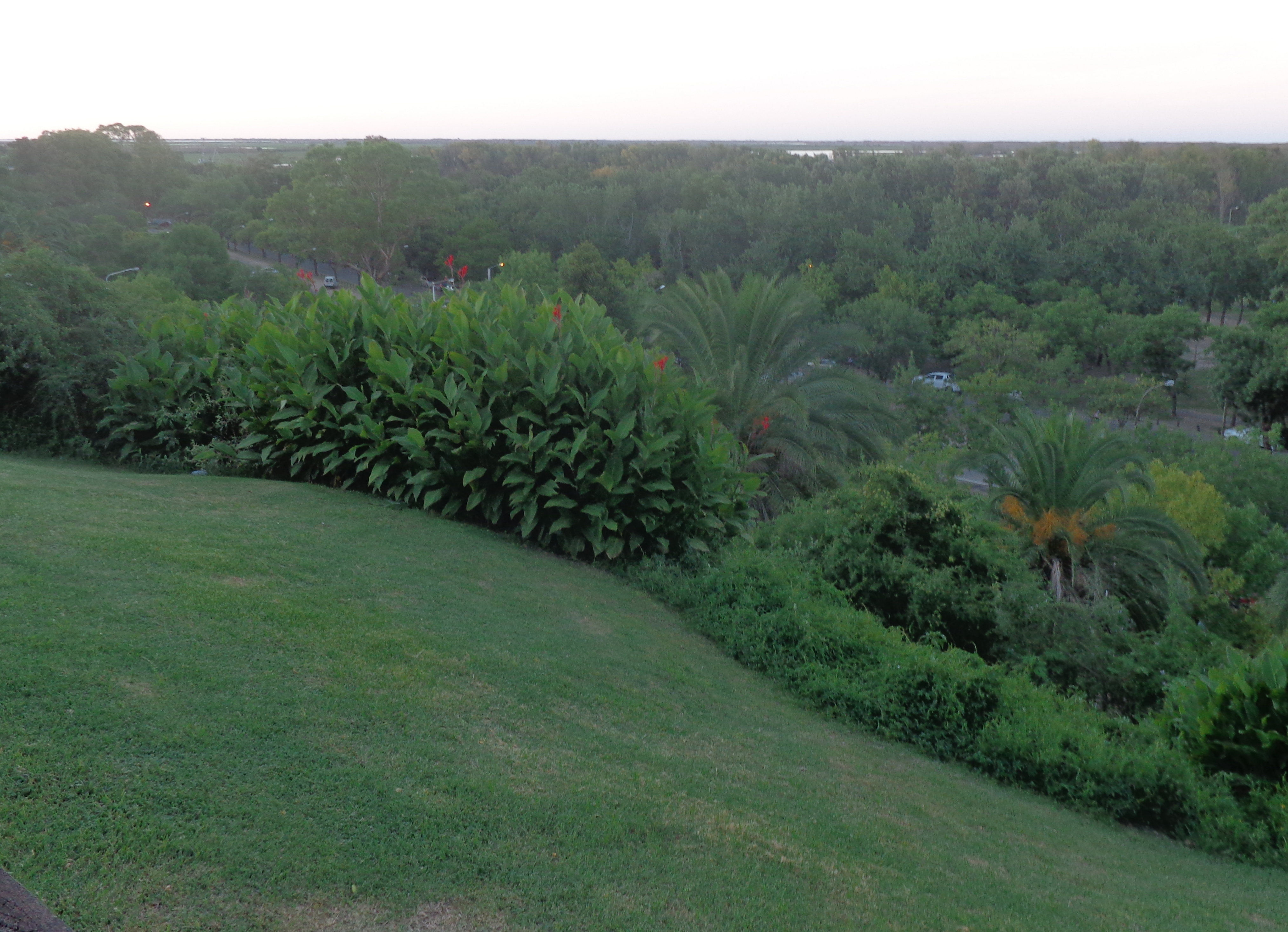
Vista desde la costa.

Cuenta con 47,452 habitantes (Indec, 2010), lo que representa un incremento del 12,57% frente a los 42,151 habitantes (Indec, 2001) del censo anterior.
| Gráfica de evolución demográfica de San Pedro entre 1960 y 2010 |
|                                                                 |
| Fuentes: INDEC                                                  |

## Barrios
- Arco Iris
- San Francisco
- El Amanecer
- Escuela Normal
- Aduanas
- Las Canaletas
- barrio América
- Facundo Quiroga
- Norte
- Celina C. de Queral
- Cancha Municipal
- Escuela n.º 11
- Malvinas
- Hermano Indio
- Los Naranjos
- 1.º de Mayo
- San Roque
- Banfield
- San José
- Casini
- Obrero
- Estadio Municipal
- P. Simonini
- Martín Fierro
- Caroni
- Beaumont
- La Esperanza
- Estrada
- El Alba
- La Barraca
- El Tanque u Mortadela
- 26 de Junio
- Barrancas del Golf
- Defensores Unidos
- Mateo Sbert
- El Puerto
- Arco de Oro
- Villa Lolita
- Los Andes
- Los Aromos
- Villa Igoillo
- Los Aromitos
- Futuro
- La Costa
- Acceso al puerto
- Barrio los amigos
- Bajo cementerio
- No cuenta con barrios cerrados de carácter privado.

- Barrio Arcor

## Visitas históricas y lugares de interés
- Antiguas fachadas de edificios en el casco urbano.
- Plaza Constitución donde se encuentra, la Iglesia Nuestra Señora del Socorro, de 1872, estilo italiano, interior con imágenes del siglo XVIII.

- Centro Comercial y Peatonal
- Sociedades Italianas y Españolas

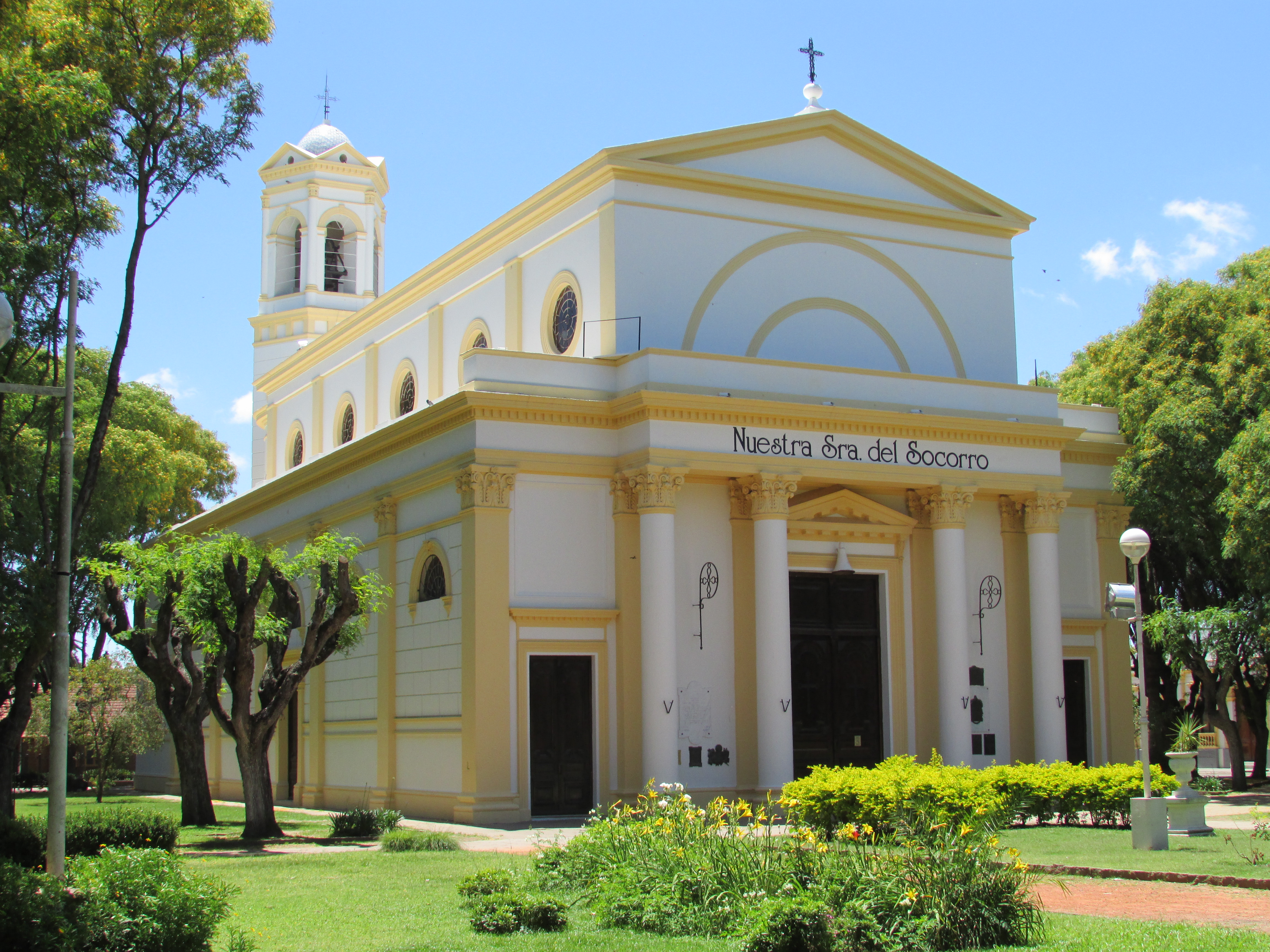
Iglesia Nuestra Señora del Socorro ubicada en el casco histórico de la ciudad.

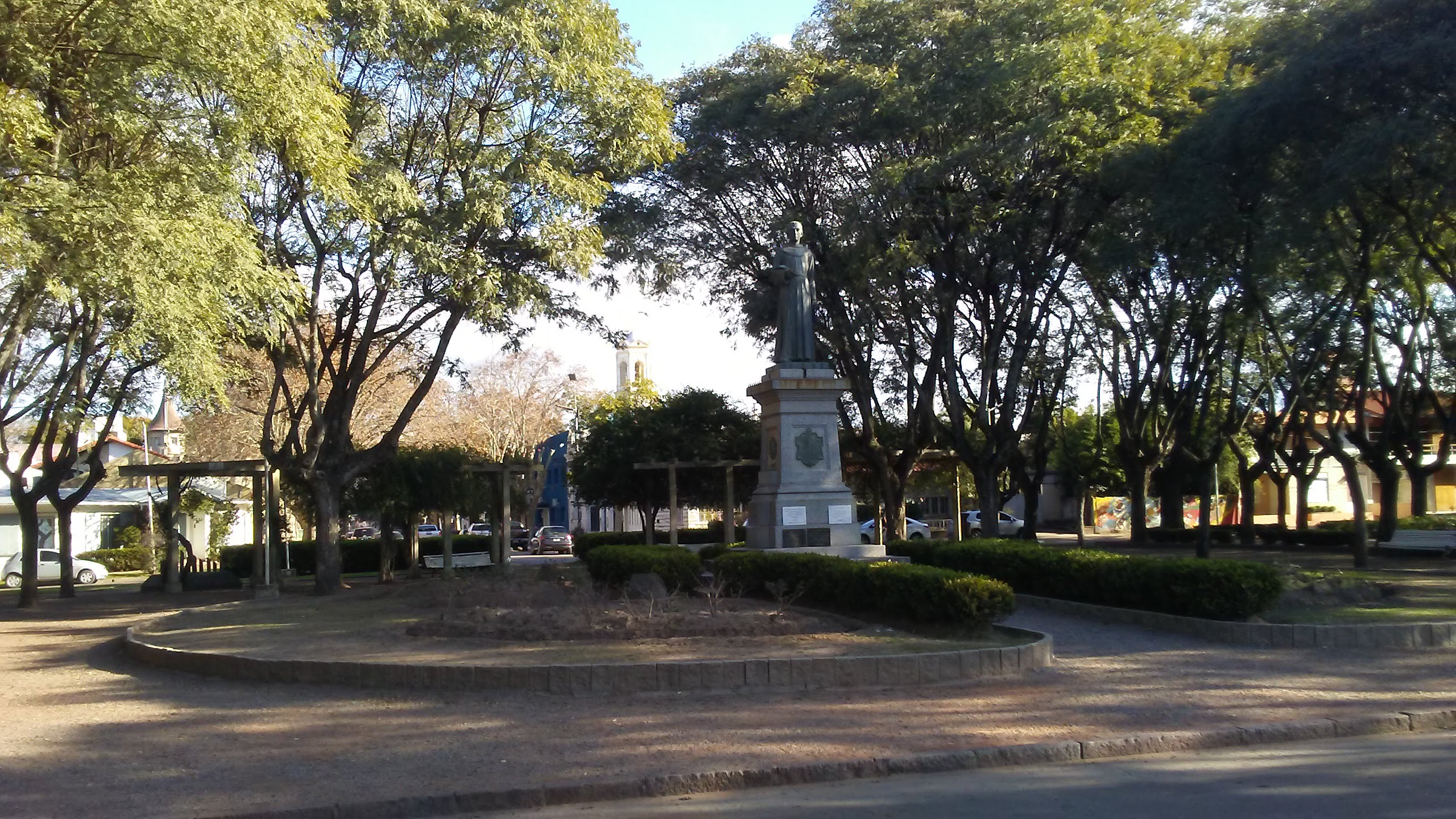
Plazoleta Fray Cayetano Rodríguez a lo lejos se puede observar la Parroquia Nuestra Señora del Socorro

- Palacio Municipal, con su Museo Histórico Regional.
- Museo Paleontológico “Fray Manuel de Torres”
- Museo Fernando García Curten.

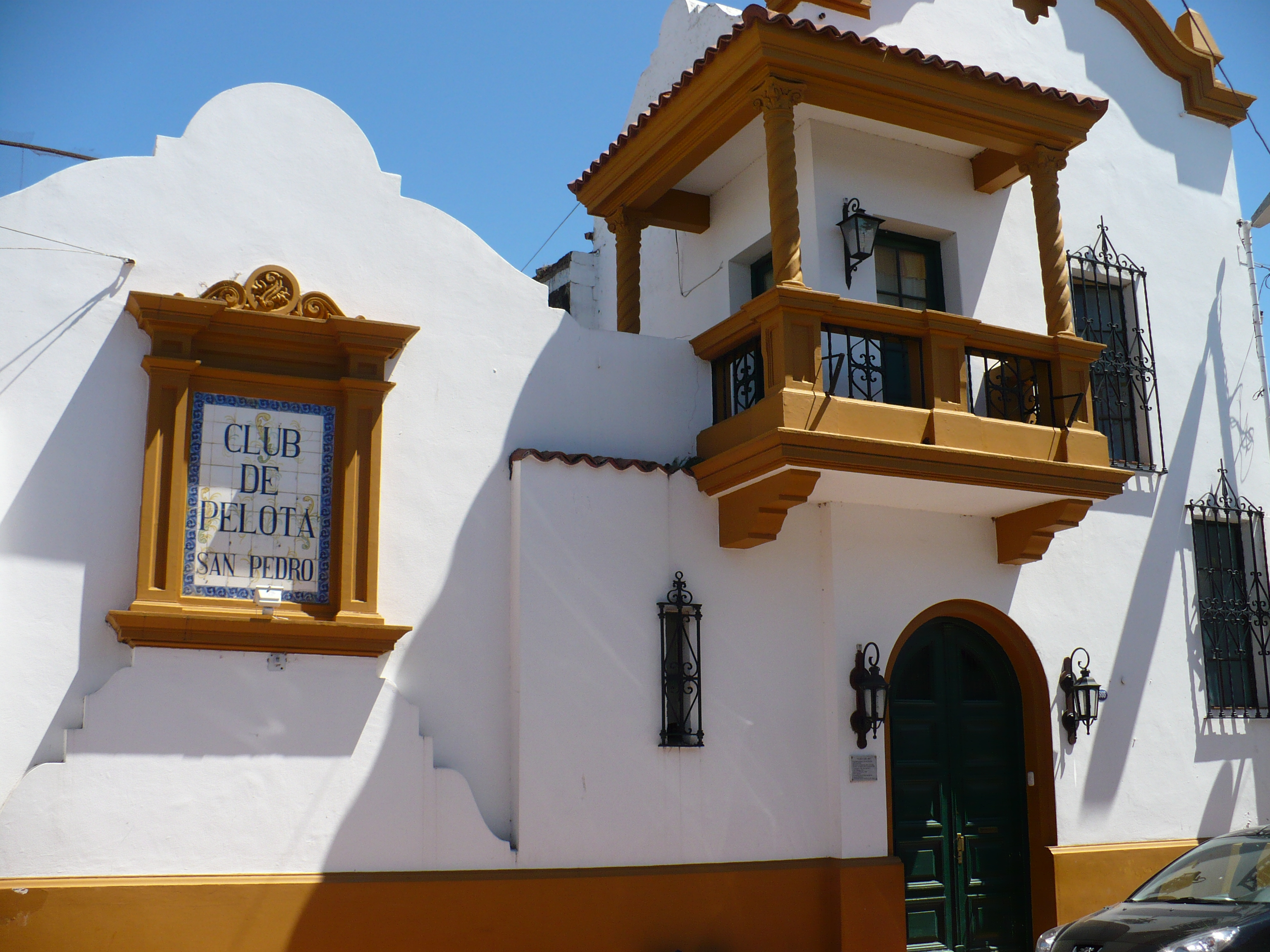
Club de pelota

- Centro de Interpretación Indígena "El Antigal"
- Museo El Sueño del Tano
- Museo Osvaldo "Pato" Morresi
- Paseo Costanero y Miradores en la barranca
- Vía Crucis
- Almacén de Ramos Generales Dutra: creada en 1865 fue declarada por el Municipio como 'Lugar de Interés Histórico Local', aun conserva su apariencia y estilo 'Colonial'.
- Lugar y Museo Histórico donde se libró la Batalla de la Vuelta de Obligado.

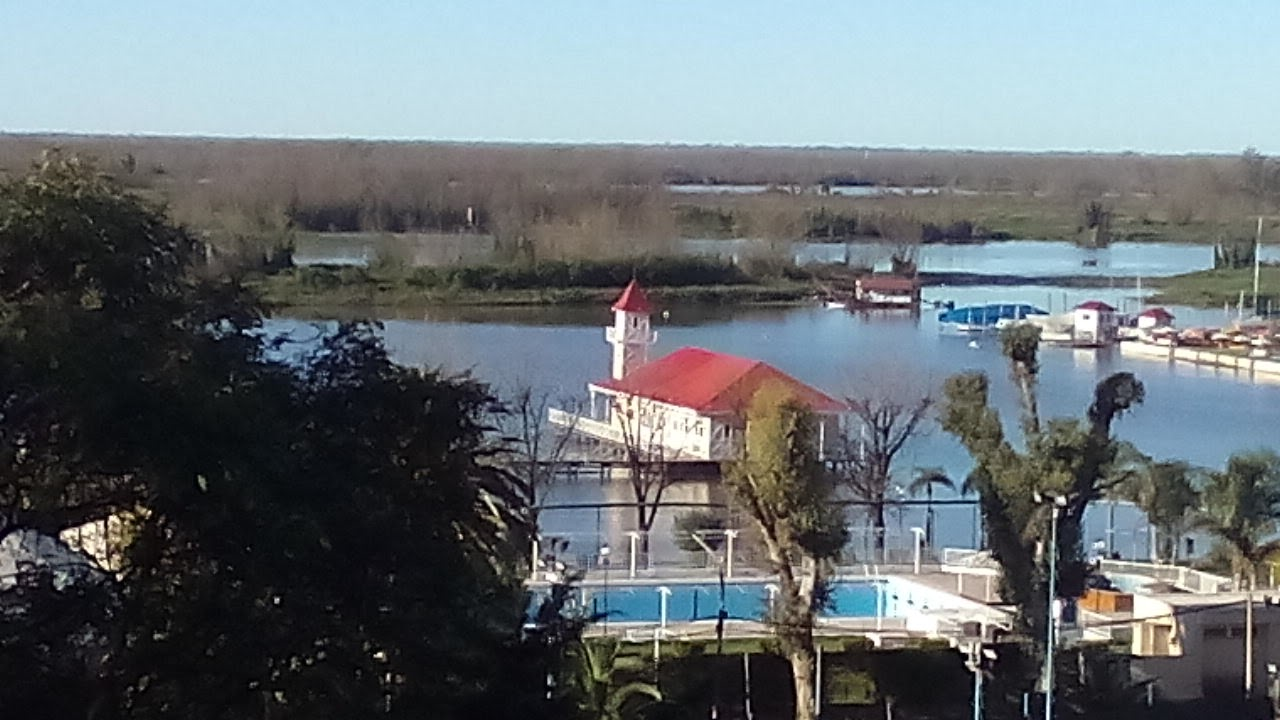
Club Náutico San Pedro.

## Turismo

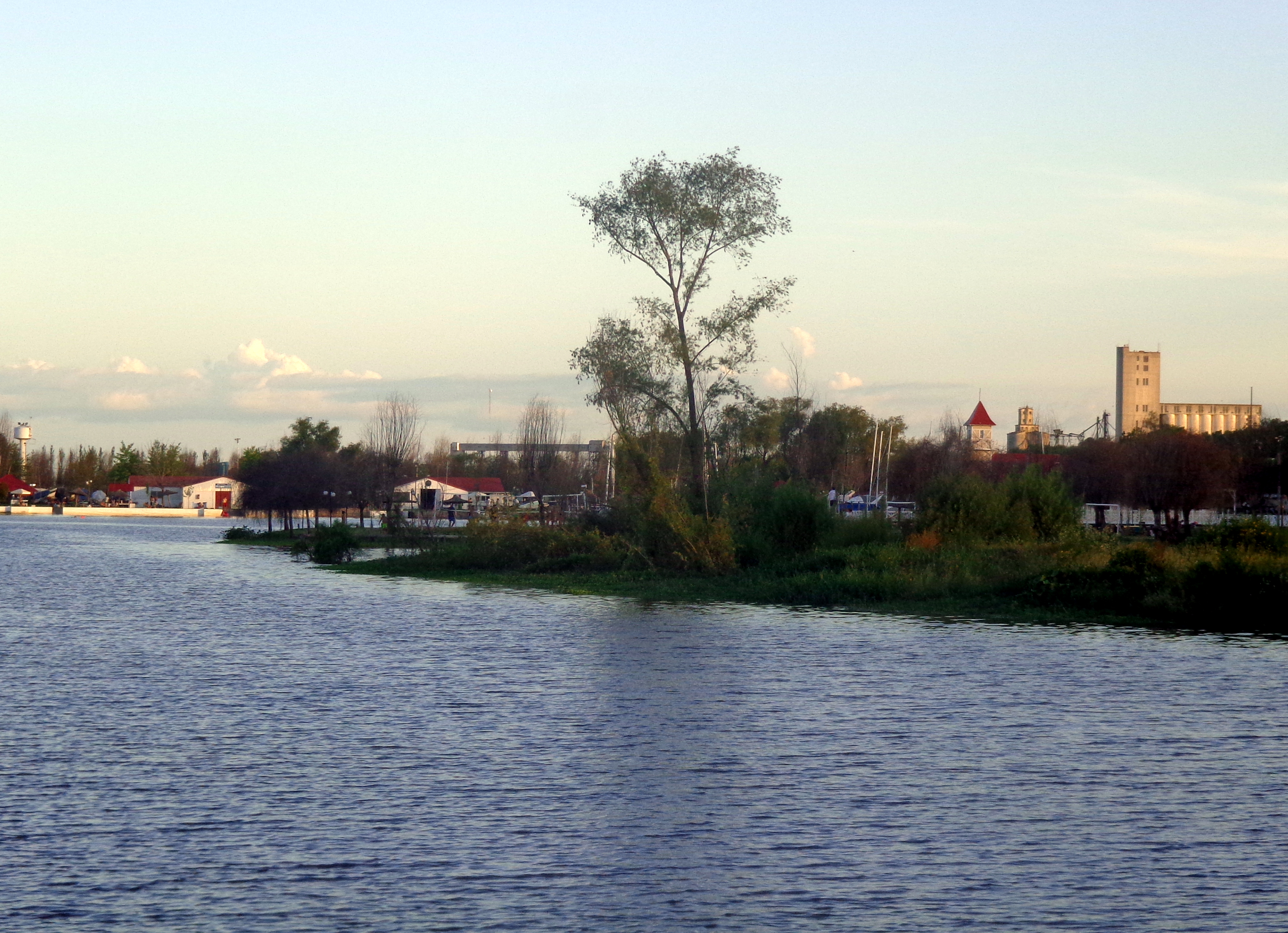
Costanera

La comuna tiene fiestas populares muy conocidas como el Festival de Música Country, en septiembre, que duplica su población durante ese fin de semana, y la Fiesta de la Ensaimada, en agosto, que tuvo 15.000 visitantes en la edición de 2016.
- El balcón del río Paraná, la laguna San Pedro, Pje. Vuelta de Obligado y las islas del Delta
- Bvar. Costanera
- Paseo Público
- Cámpines privados y municipales
- Alojamientos
- Clubes de pesca
- Plantaciones de Naranjales, Rosales y Duraznos por doquier.
- Excursiones Rurales
- Clubes náuticos
- Balnearios
- Excursiones de pesca por el Paraná y las islas
- Museo Paleontológico
- Buque Museo Irigoyen
- Parque Artístico y museo El Sueño del Tano
- Multiespacio Cultural Cine Teatro La Palma (MEC La Palma)
- Teatro Siripo
- San Pedro Country Music Festival: un festival de música country que se desarrolla todos los años en un fin de semana del mes de septiembre, en el Predio Municipal. En 2016 fue la edición N.º XIII.

### Algunas fiestas en la ciudad
- Enero: Fiesta Provincial del Durazno y la Producción.
- Julio: Fiesta de la naranja de ombligo
- Agosto: Fiesta de la Ensaimada.
- Septiembre: Festival de Música Country.

## Productos típicos de la ciudad
Se destaca por la producción frutal, siendo sus productos estrella, las naranjas, las batatas y los duraznos, en ese orden.
Otro producto típico de San Pedro es la ensaimada. De hecho, la ciudad ha sido declarada la Capital Nacional de la Ensaimada Argentina. La ensaimada, originaria de Mallorca (Islas Baleares), es un alimento de masa azucarada, fermentada y horneada, elaborada con harina de fuerza, agua, azúcar, huevos, masa madre y manteca de cerdo (que se denomina saïm en mallorquín, de allí el nombre). San Pedro cuenta con distintas colectividades siendo una de las de mayor presencia la mallorquina. De allí que la ciudad haya adoptado esta tradición como propia.

## Medios de comunicación
San Pedro cuenta con 6 emisoras de radio FM, un canal de TV local "Somos San Pedro" sintonizando el canal 7 de la empresa (Flow), los periódicos el bisemanario "El Imparcial", el periódico "El Diario" y el semanario "La Opinión".

## Transporte

### Recorrido de colectivos
| Líneas                                                            | Empresa propietaria | Cabeceras                                                                                               | Año de creación de la línea | Cantidad de vehículos |
| ----------------------------------------------------------------- | ------------------- | --- | --------------------------- | --------------------- |
| Líneas de recorrido urbano (Buenos Aires) 521, 522, 523           | E-EVHSA             | - 521: Escuela N.º 10 - Bº Cassini - 522: Bº Cassini - Río Tala - 523: Bº Las Canaletas - Cementerio    | 2011                        |                       |
| Líneas de recorrido interurbano San Pedro (Buenos Aires) 520, 524 | E-EVHSA             | - 520: Gobernador Castro - San Pedro - Pueblo Doyle - Santa Lucía - 524: San Pedro - Vuelta de Obligado | 2011                        |                       |

### Estación de Ferrocarril
La ciudad de San Pedro cuenta con una estación de tren, correspondiente al Ferrocarril General Bartolomé Mitre de la red ferroviaria argentina, operado por la empresa estatal Trenes Argentinos Operaciones. Desde el 15 de junio del 2016 el servicio que cubre el tramo Retiro - Rosario Norte volvió a tener parada en la Estación San Pedro, que estuvo sin uso durante años, mientras que en junio de 2019 comenzaron a parar también los servicios de Retiro a Córdoba y Tucumán.
- Estación San Pedro

## Sampedrinos destacados
Algunas personalidades nacidas en la ciudad de San Pedro
- Cayetano José Rodríguez (1761 - 1823), clérigo, independentista y poeta.
- Carlos Anaya (1777 - 1862), presidente interino de Uruguay (1834 - 1835).
- Luis Sandrini (1905 - 1980), actor humorista.
- Alicia Penalba (1913 - 1982), escultora.
- Fernando García Curten (1939), dibujante y escultor.
- Lalo Mir (1952), locutor, periodista, conductor de radio y televisión.
- Fernando Bravo (1944), locutor, periodista, conductor de radio y televisión.
- César Mascetti (1941-2022), periodista, presentador de televisión y radio.
- Estela Montes  (1949), locutora, radio y televisión.
- Osvaldo Morresi (1952 - 1994), piloto de automovilismo de velocidad.
- Juan Jose Capdepon Lombardo. Escritor, poeta y periodista. Corresponsal de diarios de Capital Federal en San Pedro. Detenido‐desaparecido el 23 de abril de 1978 a los 44 años de edad.[12]
- Fernando Iglesias I (1962 - ), piloto de automovilismo de velocidad.
- Fernando Iglesias II (1997 - ), piloto de automovilismo de velocidad
- Nelson Goerner (1969) Pianista.
- Rolfo Virginia (1973 -) música.clavista
- Silvio Velo (1971), futbolista ciego y capitán de la Selección de fútbol para ciegos de Argentina.
- Lorenzo Garcia (1951-2018) Boxeador
- Raúl Llusa, atleta
- Brenda Rojas Atleta Olímpica
- Mateo Antonio Sbert (1949-1982) Sargento caído en combate en Guerra de Malvinas, fue condecorado por el Poder Ejecutivo Nacional con el más alto honor: “La Nación Argentina al Heroico Valor en Combate”.

## Parroquias de la Iglesia católica en San Pedro
| Diócesis   | San Nicolás de los Arroyos                               |
| ---------- | -------------------------------------------------------- |
| Parroquias | Nuestra Señora del Socorro, San Pablo Apóstol, San Roque |